# 圓展科技

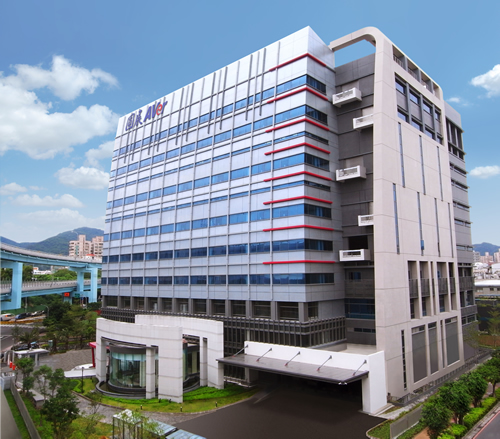
圓展科技總部外觀

圓展科技（AVer Information）為實物攝影機和視訊會議產品的製造商，總部位於台灣新北市土城區。圓展是台灣證券交易所上市公司（臺證所：3669）、全球前三大實物攝影機製造商，2009年起在美國和西歐的市占率皆位居第一。旗下产品曾獲得包括德國iF產品設計獎和日本G-Mark優良設計獎等多个獎项。

## 歷史
郭重松於1990年創立圓剛科技。2008年1月，圓剛科技內部一個部門分拆成立圓展科技股份有限公司（AVerMedia Information, Inc.），隸屬圓剛集團。2011年7月1日，圓展脫離圓剛集團，並将公司英文名稱改為AVer Information Inc.。

## 公司
圓展科技總部位於台灣新北市土城區大安路157號，董事長兼共同創始人為郭重松，總經理為許起裕。
圓展在荷蘭、英國和法國等地共設有六個分公司，當中以美國分公司规模最大，負責北美洲及巴西的業務。除了分公司外，圓展科技在義大利、德國、俄羅斯、越南、韓國、西班牙等地設有業務代表。

## 紀事
圓展科技擁有超過260項專利，研發人員比例占其全球員工40%以上。
- 2008年: 公司成立。
- 2010年: 圓展於新北市土城建立全球企業總部。
- 2011年7月1日: 公司英文名稱更名為 AVer Information Inc.
- 2011年8月25日: 圓展股票於臺灣證券交易所正式掛牌上市（臺證所：3669）。
- 2012年8月: 圓展推出新一代 AVer SF2012H 系列網路攝影機。
- 2013年: 圓展於美國加州 Fremont 擴建美國分公司辦公室。
- 2013年8月: 圓展推出新一代高畫質視訊會議產品 AVer EVC130。
- 2014年: 成立「使用經驗設計中心」，致力於提供友善良好的產品使用體驗。
- 2014年5月: 因應數位化教學趨勢，圓展推出第一台平板、筆記型電腦和 Chromebook 專用之充電車。
- 2014年6月: 圓展推出首款 10 點連線視訊會議系統 AVer EVC900，協助中小企業拓展遠距商機。
- 2017年5月: 圓展推出第一台 USB 視訊會議攝影機AVer CAM340，開創 Huddle Room 雲端會議新體驗。
- 2017年9月: 圓展推出全新互動式觸控螢幕 AVer CP Series，強化協同學習模式，翻轉教室。
- 2018年: 圓展推出第一台一體成形 4K 超廣角會議系統AVer VB342，提供使用者絕佳的視聽感受與流暢的協同合作體驗。
- 2019年1月: 圓展將教育產品定向為「打造教室的核心」，推出第一代互動控制盒 AVer CP3-B。
- 2019年: 視訊會議需求大增，圓展推出 AVer CAM340+, AVer VB342+ , AVer CAM520 Pro, and AVer VC520 Pro等多項視訊會議設備。
- 2019年: AVer VB342+ 一體成形視訊會議系統獲 Microsoft Teams 及 Skype for Business 的官方硬體認證。
- 2020年: AVer CAM540, AVer CAM340+, AVer CAM520 Pro, AVer VC520 Pro及AVer VB342+ 視訊 Soundbar 獲 Zoom 認證。
- 2020年: AVer CAM540 和 AVer CAM340+ 獲得 Google Meet 官方認證。
- 2020年: AVer CAM540, AVer CAM520 Pro 和 AVer VC520 Pro 獲得 Microsoft Teams 及 Skype for Business 的官方硬體認證。

## 獲獎紀錄
- 2008年: AVerVision SPB350實物攝影機贏得2008年台灣精品金獎
- 2009年: AVerVision SPB350、AVerVision VP-1和AVerVision CP300實物攝影機贏得日本G-Mark優良設計獎
- 2009年: AVerVision CP300實物攝影機贏得iF產品設計獎
- 2009年: AVerVision SPB350實物攝影機贏得紅點產品設計獎
- 2010年: AVerVision355AF實物攝影機贏得Worlddidac大獎
- 2011年: 第二代互動式電子筆AP20贏得2011年台北國際電腦展創新設計金獎
- 2012年8月:圓展高畫質視訊會議系統AVer HVC330榮獲台灣精品銀質獎
- 2013年1月:圓展百萬畫素網路攝影機與 hybrid DVR 數位監控系統，榮獲第二十一屆台灣精品獎
- 2014年7月:圓展科技平板與筆記型電腦充電車 Chrome40C (TabChargeCT2) 與互動式教學軟體 Sphere2 & ClassSend 獲美國 ISTE 大展最佳殊榮
- 2015年4月: 圓展首款平板與筆記型電腦充電櫃 AVer L12i 榮獲 Red Dot 優勝獎
- 2015年4月: 圓展高畫質視訊會議系統 AVer EVC900，榮獲台灣精品銀質獎
- 2015年9月: AVer C30i 平板與筆記型電腦充電車，榮獲美國ISTE最佳科技教學獎
- 2015年12月: 高畫質視訊會議系統AVer EVC950 、雲端與網路視訊會議專用攝影機AVer VC520及遠距教學無線麥克風攝影機AVer CC30，獲得第二十四屆台灣精品獎。
- 2016年4月: 圓展高畫質視訊會議系統 AVer EVC950 榮獲第二十四屆台灣精品銀質獎。
- 2016年10月: 圓展教學專用 USB 視訊攝影機 AVer CC30 榮獲 105 資訊月百大創新產品獎。
- 2016年11月: AVer CC30 USB 視訊攝影機 及 AVer C36i 平板筆記型電腦充電車，榮獲美國國際教育科技展 ISTE 最佳科技教學獎
- 2016年12月: 專業自動追蹤攝影機 AVer PTC500、全功能式視訊會議軟體專用攝影機 AVer VC320、USB 互動式實物攝影機 AVer U70 及 平板與筆記型電腦充電車 AVer C36i，齊獲第二十五屆台灣精品獎。
- 2017年2月: 圓展專業自動追蹤攝影機 AVer PTC500，勇奪第 25 屆台灣精品金銀質獎殊榮。
- 2017年4月: 圓展專業自動追蹤攝影機 AVer PTC500 榮獲德國紅點設計獎。
- 2017年10月: 新一代 6 點連線視訊會議系統 AVer SVC500、4K USB 視訊會議攝影機 AVer CAM340、高階實物攝影機 AVer F50-8M，獲頒第二十六屆台灣精品獎。
- 2018年4月: 圓展新一代Ultra HD 4K USB視訊會議攝影機AVer CAM340 榮獲德國紅點設計獎。
- 2018年5月: 互動式觸控螢幕AVer CP754i 獲得美國 EdTech Digest 最酷工具獎(Cool Tool Finalist Award)。
- 2018年6月: 圓展視訊會議系統 AVer EVC 系列，榮獲 2018 MIT 臺灣金選。
- 2018年11月: 圓展科技連續 10 年獲得台灣精品獎，今年以累計得獎超過 50 件產品，榮獲經濟部頒發「台灣精品成就獎」，為國家級最高榮譽。
- 2018年12月: 圓展全新視訊 Soundbar AVer VB342、4K PTZ USB 視訊會議攝影機 AVer VC322 和 2019 年新品 AVer M17-13M 實物攝影機，榮獲金點設計獎。
- 2018年12月: 圓展新一代互動式觸控螢幕 AVer CP3 Series，榮獲 107 年資訊月智慧學習類百大創新產品獎。
- 2019年3月: 圓展 4K USB 雲端視訊會議攝影機 AVer CAM540，獲頒 2019 年度 BIG 創新獎。
- 2019年3月: 圓展 4K USB 雲端視訊會議攝影機 AVer CAM540，獲頒產品設計優勝獎（Winner）榮譽。
- 2019年10月: 圓展機械式手臂無線實物（投）攝影機 AVer M15W，獲頒 2019 日本優良設計獎（Good Design Award）。
- 2019年11月: 圓展全新機械式手臂無線實物（投）攝影機 AVer M15W 及  AVer M70W、專業 PTZ 視訊攝影機 AVer PTZ310、企業協作視訊會議白板 AVer EP65、USB 雲端視訊會議攝影機 AVer CAM540 和單點視訊會議系統 AVer EVC170，齊獲第二十八屆台灣精品獎。
- 2019年11月:新一代機械式手臂無線實物（投）攝影機 AVer M15W ，獲得第二十八屆台灣精品金質獎榮耀。
- 2020年3月: AVer CAM520 Pro 榮獲 2019 Unified Communications Excellence 大獎。
- 2020年4月: 圓展全新AI自動追蹤PTZ攝影機AVer PTC310U、遠距教學實物（投）攝影機AVer M11-8MV、互動控制盒AVer CB-310及AVer VC520 Pro USB 雲端視訊會議攝影機，榮獲第二十九屆台灣精品獎殊榮。
- 2020年6月: AVer CAM520 Pro 雲端視訊會議攝影機於 American Business Awards® 硬體周邊產品評選脫穎而出，獲頒 Bronze Stevie® Award Winner 殊榮。
- 2020年10月: 圓展 USB 雲端視訊會議攝影機 AVer VC520 Pro 榮獲 2020 InfoComm China（中國北京影音系統整合展）頒發的最佳產品獎（Best of Show）。
- 2020年11月:新一代 AI 自動追蹤 AVer PTC310U 攝影機，獲得第二十九屆台灣精品銀質獎肯定。

## 外部連結
- 圓展科技全球英文網站 （页面存档备份，存于）
- 圓展科技美國子公司網站 （页面存档备份，存于）
- 圓展科技日本子公司網站 （页面存档备份，存于）
- 圓展科技越南子公司網站 （页面存档备份，存于）